# Foligno Calcio 2011-2012
Questa pagina raccoglie le informazioni riguardanti il Foligno Calcio nelle competizioni ufficiali della stagione 2011-2012.

## Rosa
| N. |                   | Ruolo | Calciatore           |
| -- | ----------------- | ----- | -------------------- |
|    | Italia (bandiera) | D     | Mirko Barbagli       |
|    | Italia (bandiera) | A     | Matteo Brunori       |
|    | Italia (bandiera) | A     | Alessio Cardarelli   |
|    | Italia (bandiera) | C     | Filadelfio Carroccio |
|    | Italia (bandiera) | C     | Paolo Castellazzi    |
|    | Italia (bandiera) | A     | Salvatore Caturano   |
|    | Italia (bandiera) | C     | Matteo Cavagna       |
|    | Italia (bandiera) | C     | Matteo Coresi        |
|    | Italia (bandiera) | C     | Nicholas Costantini  |
|    | Italia (bandiera) | D     | Paolo Cotroneo       |
|    | Italia (bandiera) | D     | Antonio Di Emma      |
|    | Italia (bandiera) | C     | Mattia Evangelisti   |
|    | Italia (bandiera) | C     | Simone Fedeli        |
|    | Italia (bandiera) | A     | Nicola Ferrari       |
|    | Italia (bandiera) | C     | Filippo Fondi        |
|    | Italia (bandiera) | D     | Alberto Galuppo      |
|    | Italia (bandiera) | A     | Marco Guidone        |

| N. |                     | Ruolo | Calciatore          |
| -- | ------------------- | ----- | ------------------- |
|    | Ungheria (bandiera) | P     | Adam Kovacsik       |
|    | Italia (bandiera)   | A     | Alessandro Luparini |
|    | Italia (bandiera)   | P     | Elia Mazzoni        |
|    | Italia (bandiera)   | C     | Claudio Menchinella |
|    | Italia (bandiera)   | D     | Ivan Merli Sala     |
|    | Italia (bandiera)   | D     | Daniele Messina     |
|    | Italia (bandiera)   | C     | Nicola Padoin       |
|    | Italia (bandiera)   | C     | Salvatore Papa      |
|    | Italia (bandiera)   | D     | Alessio Petti       |
|    | Italia (bandiera)   | C     | Luca Rizzo          |
|    | Italia (bandiera)   | D     | Dario Romano        |
|    | Italia (bandiera)   | D     | Sascia Stoppini     |
|    | Italia (bandiera)   | D     | Antonello Tabacco   |
|    | Italia (bandiera)   | A     | Marco Tattini       |
|    | Italia (bandiera)   | A     | Davide Testa        |
|    | Italia (bandiera)   | D     | Alessandro Tuia     |
|    | Italia (bandiera)   | P     | Giovanni Zandrini   |